# Quattro novelle sulle apparenze
Quattro novelle sulle apparenze è una raccolta di quattro racconti di Gianni Celati, inseriti in qualche modo nella tradizione della novella italiana di tipo filosofico.